# Тріольйо
Тріольйо (ісп. Triollo) — муніципалітет в Іспанії, у складі автономної спільноти Кастилія-і-Леон, у провінції Паленсія. Населення — 70 осіб (2010).
Муніципалітет розташований на відстані близько 290 км на північ від Мадрида, 100 км на північ від Паленсії.
На території муніципалітету розташовані такі населені пункти: (дані про населення за 2010 рік)
- Ла-Ластра: 13 осіб
- Тріольйо: 24 особи
- Відрієрос: 33 особи

## Демографія
Динаміка населення (INE ):